# Forni di Sopra
Forni di Sopra (friülà For Disore) és un municipi italià, dins de la província d'Udine. És situat dins la Val Tagliamento, a la Cjargne. L'any 2007 tenia 1.078 habitants. Limita amb els municipis de Cimolais (PN), Claut (PN), Domegge di Cadore (BL), Lorenzago di Cadore (BL), Forni di Sotto, Sauris i Vigo di Cadore (BL).

## Administració
| Període | Identitat           | Partit        |
| ------- | ------------------- | ------------- |
| 2004-   | Luigino Antoniacomi | Llista cívica |